# Saint-Rambert-d'Albon
Saint-Rambert-d'Albon är en kommun i departementet Drôme i regionen Auvergne-Rhône-Alpes i sydöstra Frankrike. Kommunen ligger i kantonen Saint-Vallier som tillhör arrondissementet Valence. År 2022 hade Saint-Rambert-d'Albon 6 947 invånare.

## Befolkningsutveckling
Antalet invånare i kommunen Saint-Rambert-d'Albon
Referens:INSEE